# Цитен (Восточная Передняя Померания)
Цитен (нем. Ziethen) — община в Германии, в земле Мекленбург-Передняя Померания.

## Географическое положение
Община Цитен находится приблизительно в 3 километрах севернее Анклама, в 27 километрах юго-восточнее Грайфсвальда, а также отдалёна от Вольгаста на 18 километров в южном направлении.
Вдоль южной границы общины протекает река Пене.

## Административное деление
Цитен входит в состав района Восточная Передняя Померания. До 1 января 2005 года община была штаб-квартирой и частью управления Амт Цитен (нем. Amt Ziethen), но в настоящее время подчининёна управлению Амт Цюссов (нем. Amt Züssow), с штаб-квартирой в Цюссове.
Идентификационный код субъекта самоуправления — 13 0 59 106.
Площадь занимаемая административным образованием Цитен, составляет 18,24 км².
В настоящее время община подразделяется на 3 сельских округа.
- Менцлин (нем. Menzlin)
- Цитен (нем. Ziethen)
- Яргелин (нем. Jargelin)

## Население
По состоянию на 31 декабря 2006 года население общины Цитен составляет 505 человек.

Средняя плотность населения таким образом равна 28 человек на км².
В пределах сельских округов жители распределены следующим образом.
| Цитен Менцлин Яргелин | 219 человек 190 человек 96 человек |

## Транспорт
Через посёлок проходит федеральная дорога 109 (нем. Bundesstraße 109 (B 109)), которая приблизительно в одном километре в восточном направлении сливается с федеральной дорогой 111 (нем. Bundesstraße 111 (B 111)), а в 26 километрах к западу от Цитена (невдалеке от посёлка Гюцков) примыкает к автобану 20 (нем. Bundesautobahn 20 (A 20)).
Цитен расположен на участке железной дороги Берлин — Штральзунд.